# The Lemon Drop Kid
The Lemon Drop Kid (Brasil: No Mato Sem Cachorro / Portugal: O Vigarista) é um filme estadunidense de 1951, do gênero comédia, dirigido por Sidney Lanfield e estrelado por Bob Hope e Marilyn Maxwell. Várias cenas foram rodadas por Frank Tashlin, em sua estreia na direção, mas ele não foi creditado. Jay Livingston e Ray Evans escreveram três canções para o filme, entre elas Silver Bells, que viria a se transformar em clássico natalino.
O roteiro é baseado em história de Damon Runyon, já filmada  em 1934 com o mesmo título.

## Sinopse
Sidney Melbourne, agente de apostas que atua na Flórida, acha-se numa situação em que precisa entregar, até o Natal, 10 000 dólares ao gângster Moose Moran, senão será morto. Ele, então, vai para Nova York, onde, com a ajuda da cantora da noite Brainy Baxter, funda uma entidade filantrópica destinada a ajudar velhinhas pobres. Mas o que ele quer mesmo é fugir com o dinheiro.

## Elenco
| Ator/Atriz      | Personagem       |
| --------------- | ---------------- |
| Bob Hope        | Sidney Melbourne |
| Marilyn Maxwell | Brainy Baxter    |
| Lloyd Nolan     | Oxford Charley   |
| Jane Darwell    | Nellie Thursday  |
| Andrea King     | Stella           |
| Fred Clark      | Moose Moran      |
| Jay C. Flippen  | Straight Flush   |